# Ihar Kuźmianok
Ihar Kuźmianok (biał. Ігар Кузьмянок; ur. 6 lipca 1990 w Żłobinie) – białoruski piłkarz, występujący na pozycji obrońcy.

## Kariera klubowa
| Sezon | Klub                    | Kraj     | Rozgrywki        | Mecze | Bramki |
| ----- | ----------------------- | -------- | ---------------- | ----- | ------ |
| 2008  | FK Homel                | Białoruś | Wyszejszaja liha | 14    | 0      |
| 2009  | FK Homel                | Białoruś | Wyszejszaja liha | 14    | 0      |
| 2010  | FK Homel                | Białoruś | Pierszaja liha   | 15    | 0      |
| 2011  | FK Homel                | Białoruś | Wyszejszaja liha | 21    | 2      |
| 2012  | FK Homel                | Białoruś | Wyszejszaja liha | 28    | 0      |
| 2013  | Dynama Mińsk            | Białoruś | Wyszejszaja liha | 2     | 0      |
| 2014  | Szachicor Soligorsk     | Białoruś | Wyszejszaja liha | 12    | 0      |
| 2015  | Dynama Mińsk            | Białoruś | Wyszejszaja liha | 21    | 1      |
| 2016  | Szachicor Soligorsk     | Białoruś | Wyszejszaja liha | 28    | 1      |
| 2017  | Dynama Mińsk            | Białoruś | Wyszejszaja liha | 9     | 0      |
| 2018  | Szachicor Soligorsk     | Białoruś | Wyszejszaja liha | 14    | 3      |
| 2019  | Tarpieda-BiełAZ Żodzino | Białoruś | Wyszejszaja liha | 11    | 2      |
| 2020  | Isłacz Miński Rajon     | Białoruś | Wyszejszaja liha | 14    | 3      |
| 2021  | FK Homel                | Białoruś | Wyszejszaja liha | 7     | 0      |
| 2022  | FK Homel                | Białoruś | Wyszejszaja liha | 5     | 0      |
| 2023  | FK Homel                | Białoruś | Wyszejszaja liha | 8     | 1      |
| 2024  | Lokomotiv Homel         | Białoruś | Pierszaja liha   | 16    | 1      |
| 2025  | Lokomotiv Homel         | Białoruś | Pierszaja liha   | 0     | 0      |

## Pucharu

### FK Homel
- Puchar Białorusi: 2010–11, 2021–22
- Super Puchar Białorusi: 2012

### Szachcior Soligorsk
- Puchar Białorusi: 2013–14, 2018–19